# 東北町分屯基地
東北町分屯基地（とうほくまちぶんとんきち、JASDF TOHOKUMACHI SUB BASE）とは、青森県上北郡東北町字大沢5-4に所在する、航空自衛隊三沢基地の分屯基地である。
分屯基地司令は、航空自衛隊第4補給処東北支処長が兼務。

## 概要
航空自衛隊第4補給処東北支処が配置されており、航空自衛隊の使用するミサイル他の弾薬が備蓄され、弾薬、地対空誘導弾及びその部品の補給、整備、保管、並びに不発弾の処理を担当している。
基地内の倉庫内作業には自動搬出入装置およびそれを用いた自動搬出入システムが整備されており、各作業は自動化されている。これにより、有人による作業を必要とせず、安全性の高い倉庫内作業を可能としている。

## 配置部隊
- 航空自衛隊第4補給処東北支処

## 沿革
- 1992年4月 - 三沢基地内に「第4補給処東北支処建設準備室」が発足。
- 1994年
  - 3月 - 新設された航空自衛隊第4補給処東北支処の所在地として開庁。
  - 6月 - 弾薬庫に弾薬が初搬入される。
- 1994年 - 開庁10周年。
- 1995年1月 - 自動搬出入装置の運用を開始。
- 1996年11月 - 基地内訓練設備としてグランド、体育館、プールが完成。
- 1998年4月 - 不発弾処理班を編成。
- 2014年 - 開庁20周年。

（※出典：航空自衛隊東北町分屯基地公式サイト＞基地紹介）

## その他
毎年6月には開庁記念行事（基地祭）が行われ、施設の一般公開の他、装備品展示、音楽隊の演奏、歩哨犬の訓練展示などが行われる。
なお、当基地は地元住民には、基地内の弾薬庫だけではなく基地全体を指して「弾薬庫」と通称されている。